# Жужелица Менетрие
Жужелица Менетрие (лат. Carabus menetriesi) — жук из семейства жужелиц. Видовое название дано в честь Эдуарда Петровича Менетрие.

## Описание
Жук длиной 18—25 мм. Усики короткие, у самцов только немного заходят за основание надкрылий. Голова и переднеспинка черно-бронзового или бронзового цвета. Надкрылья бронзовые, чёрно-бронзовые, иногда с зелёным отливом. Переднеспинка уплощена, рассеяно точечная. Надкрылья удлиненные, овальные, сплющенные, боковые края узко окаймлены. На их основании между шовным килем и первым рядом бугорков имеется короткий зачаток киля. Скульптура надкрылий: первичные промежутки выпуклые, разорваны на цепи бугорков; вторичные цельные, килеобразные; третичные промежутки слабо выражены, образованы рядами мелких зёрнышек.

## Распространение
Центральноевропейский вид. Германия, Австрия, Чехия, Словакия, Польша, Украина, Белоруссия, Литва, Латвия, Эстония.
В России — Карелия, Ленинградская, Владимирская, Новгородская, Вологодская, Ярославская, Псковская, Московская, Пермская, Брянская, Кировская, Свердловская, Тюменская области.

## Местообитания
Гигрофильный вид. Приурочен к переувлажненным местам обитания — низинные болота, влажные пойменные луга, заболоченные леса, торфяные болота, понижения, заболоченные берега рек и озер, влажные леса, моховые сфагновые болота озёрного происхождения.

## Биология
Встречается с мая по октябрь. Хищник-полифаг. Питается беспозвоночными — преимущественно червями, паукообразными, насекомыми и в меньшей степени некоторыми другими беспозвоночными. Жуки активны ночью. Личинки развиваются в течение лета, зимуют имаго.

## Численность
Наибольшая сезонная численность отмечена в мае. В отдельных местах, особенно в заповедниках, численность довольно высокая. Снижается на мелиорированных территориях.
Основные факторы угрозы: сокращение площадей болот в результате мелиорации.

## Замечания по охране
Занесена в Красную книгу России (II категория — сокращающийся в численности вид).
Занесена в Красную книгу Беларуси (II категория).